# ویلیام هنری فرنچ
ویلیام هنری فرنچ ( ۱۳ ژانویه ۱۸۱۵ - ۲۰ می ۱۸۸۱) یکی از فرماندهان ارتش آمریکا و ارتش اتحادیه در طول جنگ داخلی آمریکا بوده‌است. وی برای مدت کوتاهی فرماندهی یک از لشکرهای ارتش پوتوماک را بر عهده داشت که در پایان سال ۱۸۶۳ به دلیل عملکرد ضعیفش در جایگاه فرماندهی در طول نبرد ماین ران برکنار شد. اما با وجود برکناری، همچنان فرماندهی بخش‌هایی از ارتش را در چندین عملیات بر عهده و به خدمت نظامی ادامه داد. وی در سال ۱۸۸۰ از ارتش بازنشسته شد و اندکی بعد در واشنگتن دی سی. درگذشت.